# 市谷甲良町
市谷甲良町（日语：／ Ichigaya-kōrachō */?）是東京都新宿區的町名。住居表示實施區域，不設定「丁目」。2010年8月1日為止的人口有622人。郵遞區號為162-0856。

## 地理
位於新宿區東部。北與市谷山伏町之間以大久保通為界，東北方大久保通上接北山伏町，東鄰南山伏町及二十騎町，南接市谷加賀町二丁目，西南與西連市谷柳町。町內以公寓等住宅區為主，大久保通沿線是住商混合區。

## 歷史
江戶時代初期是幕府武家地。北側是旗本地，南側是御先手組同心大繩地。
先手組同心大繩地出租給他人使用，田安家醫師吉野元順在此地開設回春塾。
1869年（明治2年），與市谷甲良屋敷合併，以幕府時代的木匠甲良氏命名，為市谷甲良町。1878年（明治11年），舊市谷甲良屋敷～當時的1番地編入市谷柳町。近隣的五町在1990年（平成2年）實施住居表示，沿用過去的町名與町域。

### 地名由來
來自江戶時代大木匠甲良氏所居住的市谷甲良屋敷。舊市谷甲良屋敷在1878年（明治11年）編入市谷柳町，現在町域內已沒有與市谷甲良町由來有關的事物。

## 交通
町域內沒有車站，可利用鄰近的都營大江戶線牛込柳町站。

## 設施
- 柳町醫院 - 一部分屬市谷甲良町。
- 茶道裏千家東京茶道會館

## 備註
1. ↑  『角川日本地名大辞典 13　東京都』、角川書店、1991年再版、P871
2. ↑  .   [2013-08-09]. （原始内容存档于2014-08-19）.

## 外部連結
- 新宿區役所 （页面存档备份，存于）